# Francisco Valverde y Perales
Francisco Valverde y Perales (Baena, 1 de octubre de 1848-1913) fue un escritor español.

## Biografía
De familia humilde, cursó estudios primarios en Baena y, ya adolescente, marchó a Córdoba, Sevilla y Cádiz; en esta última ciudad ingresó a los veinte años como voluntario en el Ejército y sentó plaza en Cantabria; recibió su bautismo de fuego en la batalla de Alcolea y en 1870 fue destinado como Guardia Civil a Cuba; allí fue condecorado con la Medalla del Mérito Militar. Fue nombrado comandante de la Guardia Civil de Toledo, y allí se despertó su interés por la arqueología y la historia; se retiró con el grado de comandante en 1902. 
Entonces se retiró a Baena y desarrolló estas aficiones de historiador, arqueólogo y poeta. A su labor como arqueólogo se debe el hallazgo del Crismón de Baena, una cruz visigoda, en la tumba de un clérigo del siglo vi en Íscar, dentro del término municipal de Baena. Fue donada por el arqueólogo al Museo Arqueológico Nacional, y robada el 6 de julio de 1993.
Ingresó en la Real Academia de la Historia y perteneció a la Real Academia de Bellas Artes de San Fernando; también fue correspondiente de la Real Academia de Ciencias, Bellas Letras y Nobles Artes de Córdoba. Obtuvo la cruz y la placa de la Orden de San Hermenegildo, la cruz de la Orden de Isabel la Católica, la Medalla de Campaña con 8 pasadores, y el Premio de la Real Academia al Talento. Fue nombrado en su villa natal Hijo Ilustre con otorgación de la Medalla de Oro de la Villa de Baena. Falleció en 1913.

## Obras

### Históricas
- Historia de la villa de Baena, Córdoba: Excma. Diputación Provincial de Córdoba, Servicio de Publicaciones, 1982.
- Batalla de Munda (monografía)
- Antiguas ordenanzas de la villa de Baena: (siglos XV y XVI), por primera vez impresas. Córdoba: "El Defensor", 1907. Ed. moderna: Baena: Ayuntamiento de Baena, Delegación de Cultura, 1998.
- Antigüedades y vestigios de Baena.
- Antigüedades romanas de Andalucía.

### Dramáticas
- Alelí
- Soltera
- Heridas de honra, drama en verso. Toledo, Imp. de la viuda é hijos de J. Peláez, 1896.

### Lírico-narrativas
- Leyendas y Tradiciones de Toledo, Córdoba y Granada, Toledo, Peláez, 1900. Reimpresión moderna Baena: Gráficas Cañete, 1970